# Orchestre symphonique d'Oulu
L’Orchestre symphonique d'Oulu (en finnois : Oulu Sinfonia) est l'orchestre municipal d'Oulu en Finlande. 

## Historique
Des concerts réguliers sont joués à Oulu depuis les années 1820 et les premières tentatives de fondation d’un orchestre permanent remontent à 1856.
Cependant, ces activités cesseront et c'est la fondation de la Société de musique d'Oulu en 1901 qui permettra de créer un premier orchestre.

### Le premier orchestre d'Oulu
Cet orchestre a connu son apogée pendant l'hiver 1910-1911, sous la direction du compositeur Toivo Kuula.
Les représentations de l'orchestre se sont progressivement estompées avec le manque d'argent, mais Jean Sibelius, par exemple, a dirigé l'orchestre en 1914.

### L'orchestre de la ville d'Oulu
En septembre 1934, l’Association de musique d’Oulu commence ses activités et l’Orchestre d’Oulu est fondé en mars 1937. En 1954, l’orchestre se renomme orchestre de la ville d'Oulu et devient officiellement orchestre municipal en 1961.
Parmi les grands chefs d'orchestre qui ont travaillé avec cet orchestre, on peut citer Urpo Pesonen, Paavo Rautio, Onni Kelo et plus tard Ari Angervo, Peeter Lilje ainsi que Arvo Volmer qui a dirigé l'enregistrement de tout le répertoire de Leevi Madetoja produit par l'orchestre en 1998–2005.
L'orchestre de la ville d'Oulu a été renommé l'orchestre symphonique d'Oulu au début de l'été 2005.

## Salle de concert
Composé de 61 musiciens, l'orchestre joue dans la salle de concert Madetoja de 816 places construite en 1983. Elle doit son nom à Leevi Madetoja, né à Oulu.